# 高山成
高山 成（たかやま なる）は、日本の農学/農業環境工学・システム工学者。大阪工業大学工学部環境工学科教授。博士（農学）。日本農業気象学会中国・四国支部大会2024セッション3座長。
専門は、農学/農業環境工学（乾燥地科学含む）・緑化工学、気象環境学・都市環境工学、
環境社会システム工学・環境技術・環境測定。

## 略歴
2002年鳥取大学大学院連合農学研究科博士課程修了、博士（農学）。鳥取大学乾燥地研究センター（通称：乾地研 - 前農学部附属砂丘利用研究施設長には「砂漠緑化の父」といわれ日本の乾燥地農業（砂丘農業）研究の第一人者である京都大学農学博士・鳥取大学農学部名誉教授の遠山正瑛がいる）COE研究員などを経て、2007年山口大学農学部学術研究員。2011年大阪工業大学工学部環境工学科に着任。講師を経て2015年同学科准教授。2021年同学科教授。
主な所属学会は、日本農業気象学会、日本気象学会、地理情報システム学会、環境技術学会、日本造園学会、農業農村工学会 。
主な受賞は、日本農業気象学会奨励賞(2001)。

## 主な研究
- 景観保全活動が天然記念物鳥取砂丘の砂移動および植生分布の変動に与える影響の評価
- ヒートアイランド現象の実態調査や都市緑化による暑熱対策に関連する研究〜半乾燥地の気候や砂漠化への対処に関連する研究
- 地理情報システム(GIS)を利用した都市域の街区スケールにおける蓄熱・放熱量の観測と評価手法の開発
- ドローン・人工衛星・航空機を組み合わせたリモートセンシングによる環境測定
- ウェアラブル端末による都市温熱環境と人体の熱応答に関するビッグデータ収集の試み[4]
- 平成27年9月関東・東北豪雨による災害の総合研究 - 気象庁気象研究所・防災科学技術研究所・京都大学防災研究所らとの共同研究
- インドネシア・カリマンタン島の森林火災についての研究 〜 環境モニタリングにリモートセンシング技術とGISを利用 ：大阪工業大学環境工学科とインドネシアの3大学と国際PBLプログラム
- 中国東北部の冷帯稲作地帯における気象・水資源の100年変動に基づく生産リスク予測

農業環境工学・環境技術の対外啓蒙活動として、環境技術学会第一回技術セミナー2019「ドローン環境技術の最前線」で講師を務めている。